# Złotoryja
Złotoryja (in tedesco Goldberg) è una città polacca del distretto di Złotoryja nel voivodato della Bassa Slesia.
Ricopre una superficie di 11,51 km² e nel 2007 contava 16 471 abitanti.

## Turismo
La cittadina è posta all'inizio del Sentiero regio polacco.